# Глухарь (крепёжное изделие)

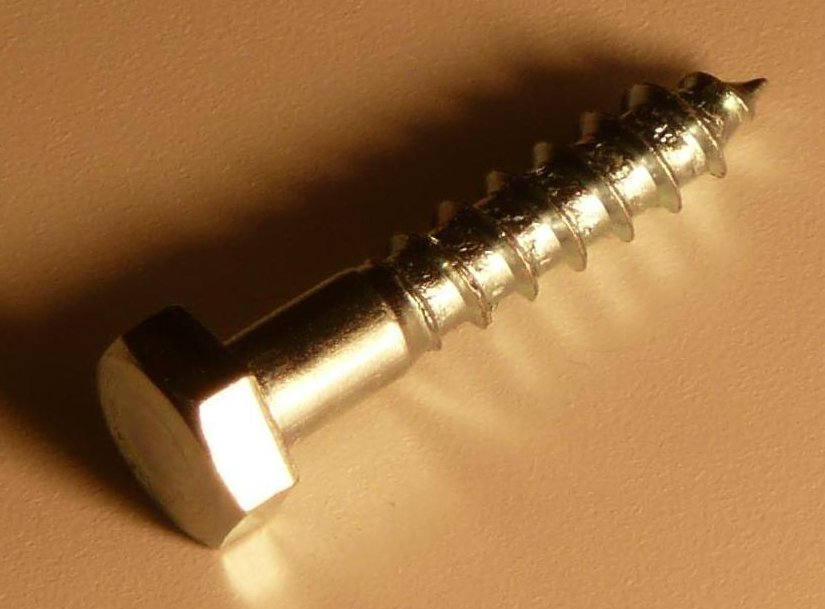
Шуруп с шестигранной головкой по ГОСТ 11473—75

Глуха́рь — крепёжное изделие в виде стержня с шестигранной или квадратной головкой под ключ и специальной наружной резьбой, образующей внутреннюю резьбу в отверстии соединяемого предмета.  Другие названия такого крепежа — шуру́п сантехни́ческий, бо́лт сантехни́ческий, шестигра́нник.
Предназначен для соединения друг с другом массивных предметов, оказывающих на крепёжное изделие значительные нагрузки.

## Описание
Шуру́пы-глухари́ с шестигранной головкой, изготавливаемые в соответствии со стандартом ГОСТ 11473—75 (или с немецким стандартом DIN 571), широко применяются при скреплении бруса, досок, реек и при креплении сантехники к деревянному основанию. Глухарь применяется в случаях, когда требуются бо́льшие размеры, чем у обычного шурупа. Для установки в древесине предварительно сверлится отверстие диаметром 70 % от диаметра глухаря на длину нарезанной части и по диаметру глухаря на всю длину его гладкой части (шейки). Закручивается гаечным ключом. Прежде использовался также в сельскохозяйственном машиностроении.

## Подобные крепёжные изделия

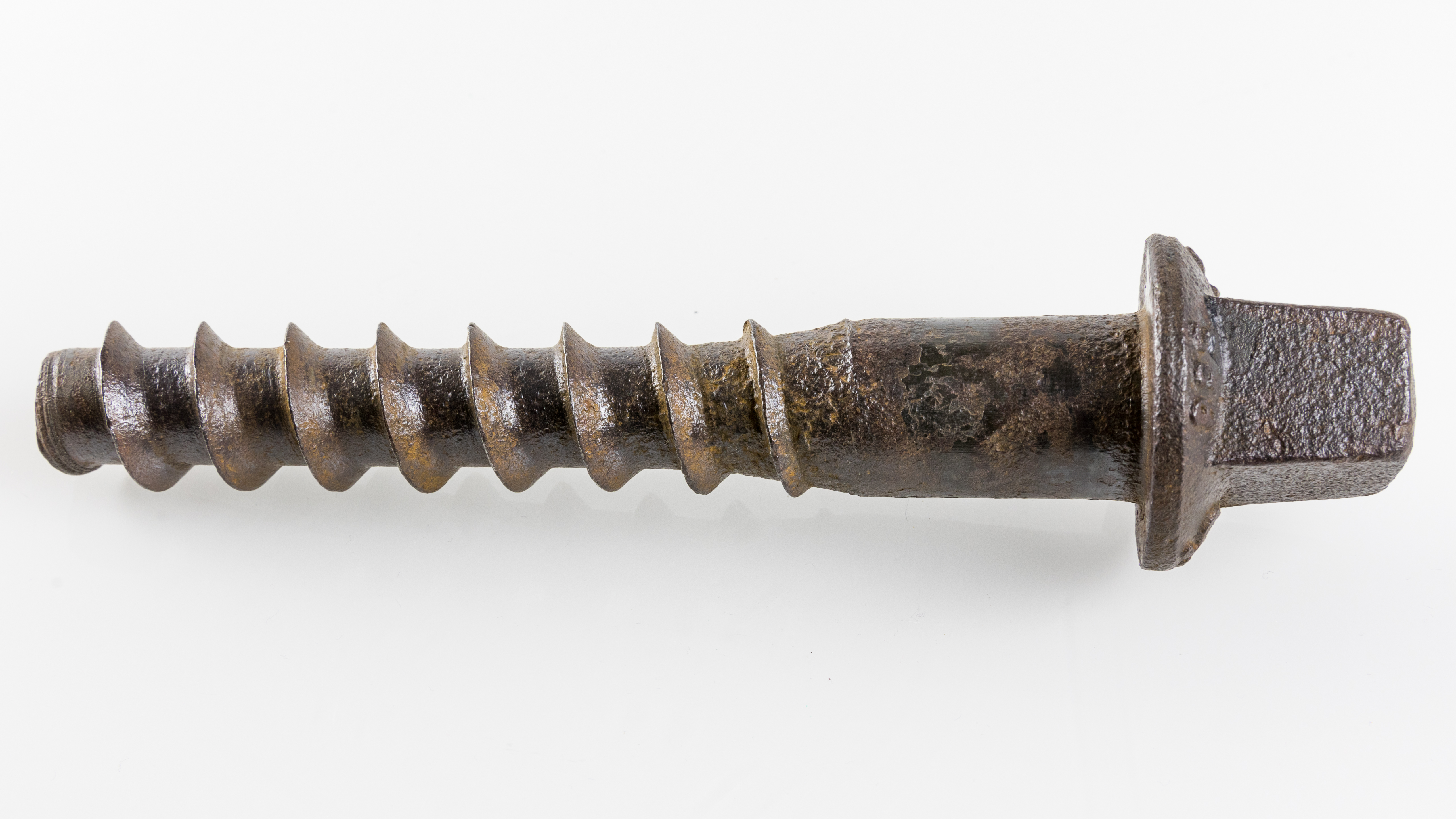
Шуруп путевой по ГОСТ 809-2014

На железных дорогах для крепления рельсов к шпалам применяются глухари, называемые «путево́й шуру́п»: закручивается путевым шуруповёртом, бензогайковёртом или путевым ключом. Используются преимущественно два вида путевых шурупов: с квадратной и с шестигранной головкой.
Для скрепления больших деревянных конструкций существуют так называемые резьбовы́е сте́ржни, по своей форме сходные с глухарями, только гораздо большей длины и не имеющие утолщённой шейки.

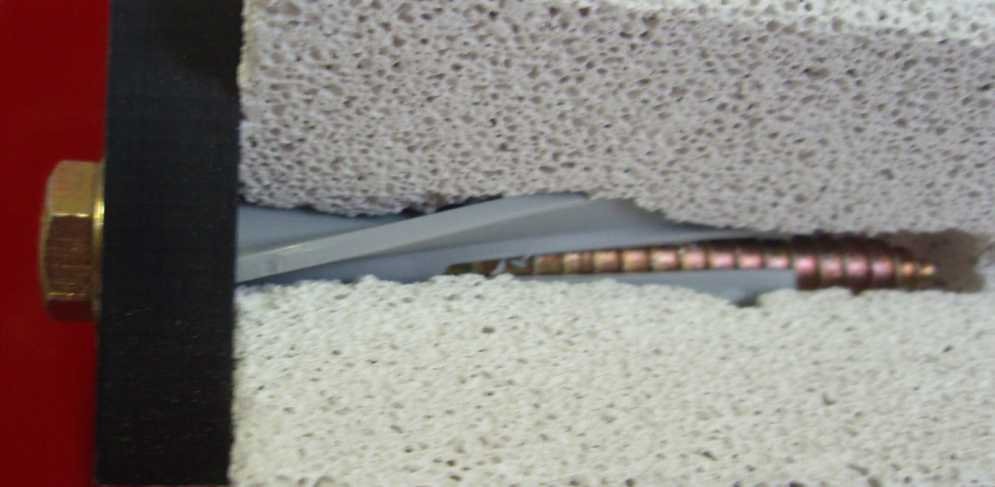
Фасадный дюбель

Ра́мный дю́бель и фаса́дный дю́бель состоят из длинного дюбеля и длинного самореза, который может иметь шестигранную головку. Применяются для крепления окон, дверей, различных деревянных и металлических конструкций, вентилируемых фасадов.
А́нкер-шуру́п или а́нкерный шуру́п, применяемый для бездюбельного крепления в каменные материалы, имеет форму, напоминающую глухарь. В отличие от глухаря, у анкер-шурупа утолщённый стержень и низкая двухзаходная или однозаходная резьба, шейка не утолщена. Форма головки может быть самой разнообразной: шестигранная, полукруглая, утопленная, а также может продолжаться гайкой или шпилькой.

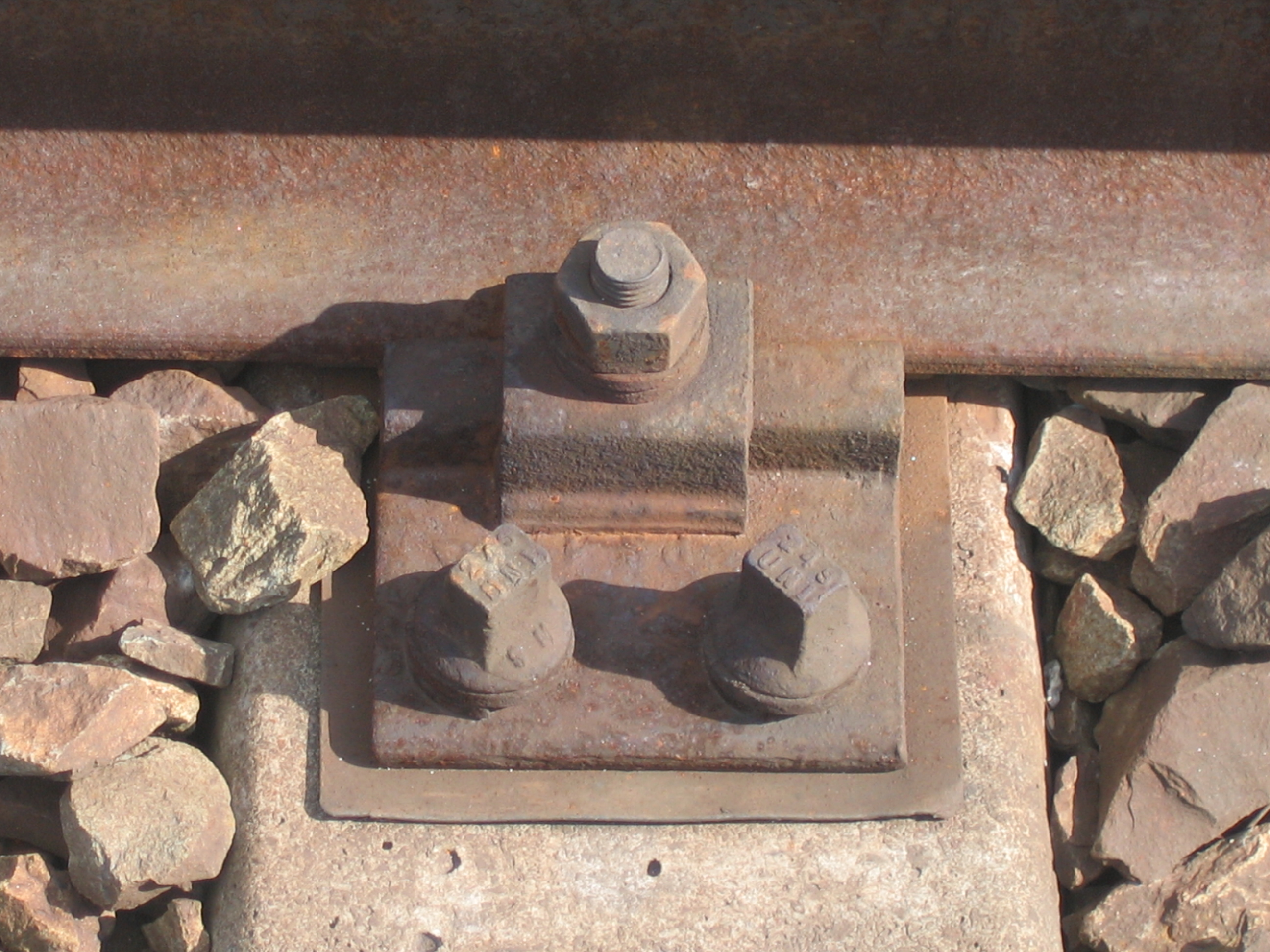
Крепление рельса на путевых шурупах

## В таможенном праве
Согласно пояснению к ТН ВЭД ТС 

Глухари (костыли) представляют собой большие шурупы с квадратными или шестигранными нешлицованными головками. Они применяются для крепления рельсов к шпалам и для сборки стропил и аналогичных крупных деревянных конструкций.
 При таможенном декларировании глухари из чёрных металлов обозначаются кодом 7318 11, а изготовленные из меди или из чёрных металлов с медными головками включаются в группу резьбовых изделий под кодом 7415 39.